# Mein Freund aus Faro
Mein Freund aus Faro (trad. lett. "il mio amico di Faro", To Faro negli USA) è un film tedesco a tematica LGBT scritto e diretto da Nana Neul, uscito al cinema il 30 ottobre 2008, in Italia il 28 novembre dello stesso anno presentato al Torino Film Festival.